# Teleport
Teleport là một trình duyệt ngoại tuyến của hãng Tennyson Maxwell Information Systems.
Teleport Pro

Với giao diện đơn giản và thân thiện, chỉ cần thông qua vài cái click chuột đơn giản là bạn đã có thể download cả một website về ổ cứng của mình. Để bắt đầu download một website hay một địa chỉ nào đó về máy của bạn. bạn hãy chạy chương trình và chọn menu File / New Project Wizard, trong cửa sổ xuất hiện, bạn có thể chọn những mục sau:
- Create a browsable copy of a website on my hard drive: tạo một bản sao website trên đĩa.
- Duplicate a website, including directory structure: tạo một bản sao website trên đĩa, kể cả cấu trúc thư mục của website đó. Điều này rất tiện lợi khi bạn muốn xem cả cấu trúc thư mục, cách tổ chức trang web của địa chỉ mà bạn muốn download.
- Search a website for files of a certain type: tìm kiếm 1 file nào đó trên trang web.
- Explore everysite linked from a central site: mở tất cả các liên kết từ địa chỉ hiện tại.
- Retrieve one or more files at known addresses: download 1 hay nhiều file từ những địa chỉ đã có.
- Search a website for keywords: tìm kiếm một từ ngữ nào đó trên web.
Nếu muốn download cả website, bạn hãy chọn mục 1 hay mục 2, sau đó thông qua những thông báo yêu cầu đơn giản như nhập vào địa chỉ website bạn cần download, lưu lại file project bạn đang làm... là bạn đã hoàn tất mọi thủ tục khai báo với chương trình. Giờ đây nếu bạn muốn download, bạn hãy click vào nút Start trên thanh Toolbar ở cửa sổ chính, và ngay lập tức chương trình sẽ kết nối với địa chỉ website bạn đã nhập vào và bắt đầu download chúng.
Chương trình còn có một tính năng khá độc đáo là Auto Resume, tức là tự động kết nối và download lại những gì đang download dở. Điều này thật hữu ích cho bạn khi đang download mà vì một lý do nào đó không download được nữa, ví dụ như bị đứt đường truyền, hay là bạn bận công việc đột xuất phải ngưng công việc nửa chừng. Chỉ cần nhấn nút Stop, chương trình sẽ tự động ghi nhận những file mà bạn đã download, và lần sau khi bạn chạy lại chương trình, bạn chỉ cần click vào nút Start và chương trình sẽ tiếp tục download phần còn dang dở mà không phải mất thời gian để download lại từ đầu.
Ngoài ra chương trình còn đưa ra khá nhiều tùy chọn nhằm giúp bạn tiện hơn trong việc download website như bạn có thể quy định chỉ download những file nào, hay không download những file có kích thước quá lớn hay quá nhỏ chẳng hạn, lên lịch để download, điều chỉnh kích thước ổ đĩa lưu website đang download...